# Трамбицкие
Трамбицкие — опустевшая деревня в Оленинском муниципальном округе Тверской области.

## География
Находится в юго-западной части Тверской области на расстоянии приблизительно 16 км на запад по прямой от административного центра округа поселка Оленино недалеко от левого берега речки Берёза.

## История
Отмечена на карте уже только в 1939 году (тогда деревня Подсосенки). До 2019 года входила в состав ныне упразднённого Мостовского сельского поселения.

## Население
Численность населения: 2 человека (русские 100 %) в 2002 году, 0 в 2010.